# Генерал-гевальдигер

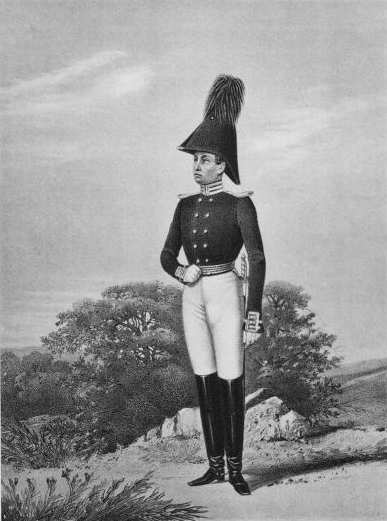
Гвардейский обер-гевальдигер, 1816—1825..

Генерал-гевальдигер (от нем. Gewaldherr) — воинская должность установленная в Вооружённых силах Российской империи в 1711 году и закрепленная Воинским уставом императора России Петра Великого от 30 марта (10 апреля) 1716 года. 
Генерал-гевальдигер на протяжении полутора веков, вплоть до 1864 года, являлся высшей военно-полицейской должностью.
В задачу генерал-гевальдигера входило осуществлять общий надзор за беспрекословным исполнением приказов командования, наблюдать за работой в войсках гевальдигеров, маркитантов и всех состоящих при них людей. Генерал-гевальдигеру предписывалось не реже одного раза в неделю проверять квартирное расположение частей и подразделений и контролировать списки «отсталых».
Помимо этого, генерал-гевальдигер пользовался также судебной властью. Он имел право разбирательства дела и приведения приговора в исполнение «без рассмотрения персоны» (не считаясь со званием виновного в грабеже, насилии, мародёрстве и так далее).
Генерал-гевальдигер имел воинский чин полковника. При нём состоял помощник — румормейстер (при последнем состояли два сержанта), ему подчинялись дежурные полковые профосы (солдаты или унтер-офицеры, ведавшие чистотой помещения, надзором за арестованными, приведением в исполнение приговоров о телесном наказании и тому подобное). Для исполнения смертных приговоров за военные преступления при генерал-гевальдигере должны были состоять священник и палач.
Согласно утверждённому Петром Великим штату полевой армии 1720 года, при ней полагалось иметь двух генерал-гевальдигеров в чине подполковника. В штате генералитета, утверждённом императрицей Анной Иоанновной в 1731 году, в военное время предписывалось иметь то же число. Согласно «Табели о рангах» 1722 года, чин генерал-гевальдигера состоял в 7-м классе. В XVIII веке этот чин был упразднён. В 1792 году Екатерина II определила генерал-гевальдигеру чин полковника.
Согласно «Учреждению для управления большой действующей армии» подписанному 27 января (8 февраля) 1812 года Александром Первым, генерал-гевальдигер «есть военный полицмейстер в лагере армии, в главной квартире и вагенбурге» (о должности румормейстера уже не упоминается). Он избирался командованием из штаб-офицеров и подчинялся непосредственно дежурному генералу Главного штаба армии. Генерал-гевальдигер имел в своём распоряжении несколько помощников из обер-офицеров и конвойный отряд. Согласно «Уставу для управления армиями и корпусами в мирное и военное время» 1846 года, генерал-гевальдигер имел аналогичный статус и полномочия.
В русской армии должность генерал-гевальдигера упразднена в 1864 году, что было связано с ликвидацией отдельных армий и корпусов и объединением их в военные округа.